# Club Deportivo Universidad Católica (atletismo)
La Rama de atletismo del Club Deportivo Universidad Católica es un club de atletismo situado en Santiago de Chile y fundado en 1937 por los alumnos de la Pontificia Universidad Católica de Chile. Su sede principal se encuentra ubicada en la pista atlética "Eliana Gaete Lazo" dentro del Complejo Deportivo San Carlos de Apoquindo. En la rama han destacado deportistas como Eliana Gaete, Gert Weil, Isidora Jiménez, Martina Weil, entre otros.

## Historia
El atletismo UC fue fundando en 1937 por los alumnos de la Pontificia Universidad Católica de Chile.En cuanto a eventos deportivos el club ha organizado diversos torneos para la preparación de sus deportistas; tales como el Meeting UC y y Meeting Internacional Primavera en Santiago. En 2020, compitiendo en una edición del Meeting UC, el deportista chileno Lucas Nervi, especialista en lanzamiento de disco, batió el récord sudamericano Sub-20 de su disciplina deportiva, con un lanzamiento de 66.35.

## Infraestructura

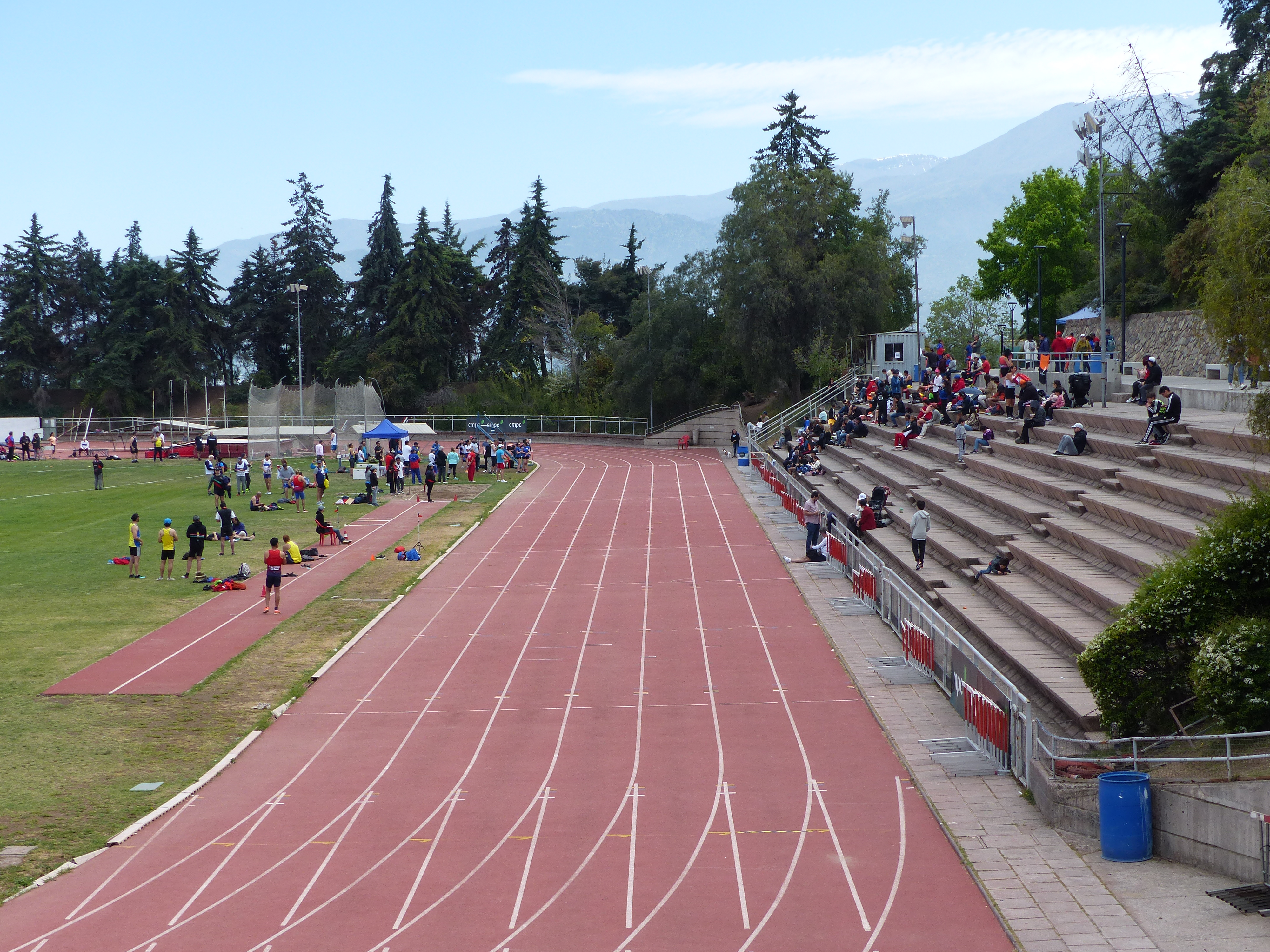
Pista Eliana Gaete Lazo.

El primer estadio que tuvo el club fue el Estadio Independencia, inaugurado el 14 de octubre de 1945, el cual contaba con cancha de fútbol, pista de atletismo y piscina olímpica. En 1971 el club perdió su estadio ante la necesidad de apoyar a la institución educacional que pasó por serios problemas económicos. ras su cierre, la rama se trasladó al Complejo Deportivo Santa Rosa de Las Condes.
En 1983, junto con la inauguración del Complejo de rugby y equitación, se dio inicio a la construcción de la pista atlética. Cumple con las más altas reglamentaciones para la práctica de la especialidad. Incluye una pista de polytan con 8 pistas, además de vallas, colchonetones, vallones, fosos de lanzamiento e instalaciones de camarines, salas de pesas, bodega, utilería y oficinas de uso administrativo. El recinto tienen iluminación artificial y alrededor de la recta principal contiene una pequeña gradería.

## Palmarés

### Torneos locales
- Campeonato Metropolitano Juvenil (9): 1989,[14] 2007, 2009, 2012, 2014, 2015, 2017, 2019, 2025.[15]

- Campeonato Metropolitano Menores (4): 2012,[16] 2014, 2015, 2018.

- Torneo Juvenil Asociación Atlética de Santiago (1): 1971.[17]

### Torneos nacionales
- Torneo Guillermo García-Huidobro (27): 1988,[18] 1989,[19] 1990,[19] 1991,[19] 1992,[19] 1993,[19] 1995,[19] 1996,[19]1998,[19] 1999,[19] 2000,[19] 2001,[19]2003,[19]2005,[19]2006,[19]2007,[19] 2008,[19]2009,[19]2011,[19] 2012,[19] 2013,[19] 2014,[19] 2015,[19] 2017,[19] 2018,[19] 2023,[19] 2024.[19][20]
- Torneo Mario Correa Letelier (11): 1989,[21] 1990,[21] 1991,[21] 1995,[21] 1996,[21] 2008,[21] 2012,[21] 2013,[21] 2014,[21] 2017,[21] 2025.[22]
- Copa Bliss Sport (1): 2006.
- Torneo Nacional Juvenil (3)
  - 80 metros vallas: Paz Gallo, campeona nacional juvenil 1969.[23]
  - 100 metros planos: Paz Gallo, campeona nacional juvenil 1969.[23]
  - 200 metros planos: Paz Gallo, campeona nacional juvenil 1969.[23]

En los torneos nacionales no hay una sumatoria de puntos como en los campeonatos interclubes. Los ganadores de cada prueba se consideran campeones nacionales.